# Lenk
Lenk, Lenk im Simmental (gsw. Lengg) – gmina (niem. Einwohnergemeinde) wypoczynkowa w Szwajcarii, w kantonie Berno, w regionie administracyjnym Oberland, w okręgu Obersimmental-Saanen. Położona jest w dolinie Simmental, w Berner Oberland, ok. 80 km od Berna i ok. 100 km od Montreux. 31 grudnia 2020 gminę zamieszkiwały 2 314 osoby.
Lenk jest znanym regionem turystycznym (przede wszystkim narciarskim), na terenie którego znajduje się wiele masywów górskich (najwyższy szczyt: Wildstrubel, 3 243 n.p.m.). W mieście znajduje się baza noclegowa na ok. 5.000 gości (w tym 800 łóżek hotelowych). 

## Transport
Przez teren gminy przebiega droga główna nr 220. Gmina posiada połączenie kolejowe z Zweisimmen.

## Galeria

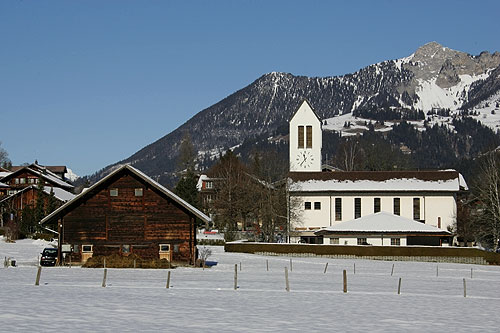
Kościół w Lenk
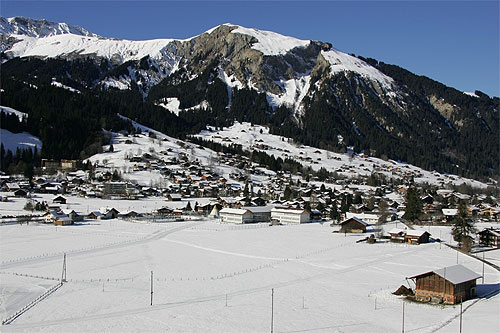
Lenk w zimie
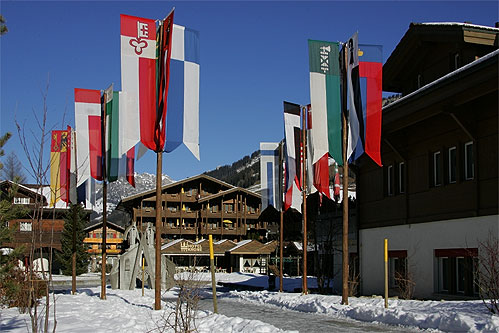
Kronenplatz w Lenk